# Équipe d'Azerbaïdjan de rugby à XV
L'équipe d'Azerbaïdjan de rugby à XV rassemble les meilleurs joueurs de rugby à XV d'Azerbaïdjan.

## Histoire
L'équipe d'Azerbaïdjan de rugby à XV a été fondé en 2004. Elle est membre de la FIRA - Association européenne de rugby depuis 2005 et elle est affiliée à l'International Rugby Board. La première compétition officielle de l'équipe d'Azerbaïdjan de rugby à XV fut le Championnat européen des nations de rugby à XV 2004-2006 au sein de la division 3C. Elle a depuis participé à cette compétition lors de chaque édition, 2006-2008 en division 3D, 2008-2010 toujours en division 3D, 2010-2012 en division 3, de même pour la saison 2012-2014.

## Palmarès
| Equipes            | Rencontres | Victoires | Défaites | Égalités | Pourcentage de victoire |
| ------------------ | ---------- | --------- | -------- | -------- | ----------------------- |
| Bosnie-Herzégovine | 6          | 1         | 5        | 0        | 16.66 %                 |
| Chypre             | 2          | 0         | 2        | 0        | 0 %                     |
| Grèce              | 2          | 0         | 2        | 0        | 0 %                     |
| Israël             | 1          | 0         | 1        | 0        | 0 %                     |
| Luxembourg         | 1          | 0         | 1        | 0        | 0 %                     |
| Monaco             | 1          | 0         | 1        | 0        | 0 %                     |
| Norvège            | 1          | 0         | 1        | 0        | 0 %                     |
| Slovaquie          | 3          | 0         | 3        | 0        | 0 %                     |
| Turquie            | 2          | 0         | 2        | 0        | 0 %                     |
| Total              | 19         | 1         | 18       | 0        | 5.26 %                  |